# Baldock
Baldock är en ort i Storbritannien.   Den ligger i grevskapet Hertfordshire och riksdelen England, i den sydöstra delen av landet, 50 km norr om huvudstaden London. Baldock ligger 68 meter över havet och antalet invånare är 10 086.
Terrängen runt Baldock är platt. Runt Baldock är det tätbefolkat, med 383 invånare per kvadratkilometer. Närmaste större samhälle är Luton, 19,7 km sydväst om Baldock. Trakten runt Baldock består till största delen av jordbruksmark.